# Trip Hawkins
William M. 'Trip' Hawkins III (28. prosinca 1953.) je američki poduzetnik i osnivač Electronic Artsa, tvrtke 3DO i Digital Chocolatea.

## Životopis
Hawkins je bio direktor marketinga u Apple Computeru 1982., kada je napustio tu tvrtku da bi osnovao Electronic Arts (EA), proizvođača videoigara. Electronic Arts je bio jako uspješan pod vodstvom Tripa Hawkinsa. Bila je jedna od najvećih videoigraćih tvrtki, a i danas je na vrhu ljestvice najvećih neovisnih proizvođača, od listopada 2007. godine.
Iako je ostao u upravi Electronic Artsa, Hawkins iz EA-a prešao u 3DO, tvrtku igraćih konzola, koju je osnovao 1991. godine. 3DO je osnovan u partnerstvu s drugim tvrtkama, uključujući i EA. Od njenog izdavanja 1993.,3DO Interactive Multiplayer je bio najmoćnija igraća konzola u to vrijeme. Ujedno je bila i naskuplja, koštala je velikih 700 dolara u usporedbi s cijenom od 100 $ kod ostalih konzola. Prodaja je bila sve niža, a sve su nade uništene 1994. godine, s dolaskom Sony PlayStationa, koji je pobijedio 3DO u cijeni.
1996. godine, 3DO je prestao s proizvodnjom sustava i prešao na proizvodnju videoigara, praveći igre za PlayStation, PC i ostale konzole. Međutim, zbog slabih prodaja njihovih videoigara, tvrtka je bankrotirala u svibnju 2003. Kasne In 2003., Hawkins je osnovao novu videoigraću tvrtku naziva Digital Chocolate. Tvrtka je usredotočena na proizvodnju videogara za ručne konzole. 2005. godine, Hawkins je postao osma osoba u Kući slavnih Akademije interaktivnih umjetnosti i znanosti.

## Vanjske poveznice
- Trip Hawkins kod MobyGames-a (engl.)
- Trip Hawkins's contribution to the Hospice Mask Project (engl.)
- Hawkins entry "26 Most Fascinating Entrepreneurs" Inc.com (engl.)
- Trip Hawkins speaks at Stanford University  Arhivirana inačica izvorne stranice od 30. travnja 2008. (Wayback Machine) (engl.)